# Гребнев, Анатолий Григорьевич
Анатолий Григорьевич Гребнев (21 марта 1941, Чистополье, Кировская область — 1 ноября 2021, Байболовка Пермского района Пермского края) — советский и российский поэт, редактор, гармонист, врач-стоматолог, врач-психолог. Заслуженный работник культуры РФ (2004); член Союза писателей СССР с 1978 года. Почётный гражданин Котельничского района (2006).
Лауреат премии «Имперская культура» имени поэта Э. Володина (2004) и ряда других премий .

## Биография
Родился 21 марта 1941 года в селе Чистополье (с 1962 — Котельничского района Кировской области) в крестьянской семье. Отец погиб в Великую Отечественную войну в августе 1942 года под Ржевом. Мать растила четверых детей.
Анатолий рано стал интересоваться поэзией, в селе был гармонистом, интересовался фольклором. После окончания школы учился в Пермский медицинский институт, где в вузовской газете «Медик Урала» публиковал свои стихи, первые из которых были напечатаны в 1959 году.
После окончания в 1965 году института специалист-стоматолог работал по распределению в сельской больнице с. Кичма Советского района. Затем перебрался в Пермь на постоянное место жительства. Не отрываясь от работы, заочно окончил литературный институт имени А. М. Горького (1970—1976), занимался в семинаре Д. М. Ковалёва.
Первая книга стихов «Приволье» вышла в Перми в 1972 году, затем — вторая книга «Родословная» (1977). В 1978 году в издательстве «Молодая гвардия» — третья книга «Зелёный колокол».
С 1985 года Гребнев являлся членом правления Пермской писательской организации. В 1989—1996 — руководитель литературного объединения при Пермской писательской организации. Член Общественного совета журнала «Литературный Ульяновск». Работал заведующим отделения Пермской областной клинической больницы. Публиковался в альманахе «Вятка литературная», в журнале «Москва», «Наш современник» и других изданиях.
С 1968 года — член КПСС.
С 1978 года — член СП СССР.
Лауреат областной премии им. А. Гайдара.
Много лет дружил с писателем Владимиром Крупиным.
В последнее время жил в деревне Байболовка Пермского района Пермского края.
Умер 1 ноября 2021 года в Байболовке. После прощания в Перми, похоронен в родном селе Чистополье Кировской области. Свои соболезнования по поводу кончины классика пермской литературы принёс Союз писателей России.

## Творчество
Изданные книги:
- Анатолий Гребнев Приволье: стихи. — Пермь: Книжное издательство, 1972. — 111 с.; ил.
- Анатолий Гребнев Родословная: стихи. — Пермь: Книжное издательство, 1977. — 80 с. — 10 000 экз.
- Анатолий Гребнев Зелёный колокол: стихи. — М.: Молодая гвардия, 1978. — 96 с.
- Анатолий Гребнев Круговорот: стихи. — Пермь: Книжное издательство, 1980. — 132 с.; ил.
- Анатолий Гребнев Задевая за листья и звёзды: стихи. — М.: Молодая гвардия, 1984. — 63 с.
- Анатолий Гребнев Берёза. Иволга. Звезда: стихи. — Пермь: Книжное издательство, 1985.
- Анатолий Гребнев Черёмуховый голод: стихи и поэмы. — Пермь: Книжное издательство, 1988.
- Анатолий Гребнев Чистополье: стихотворения. — М.: Современник, 1988.
- Анатолий Гребнев Возвращение: стихи. — Пермь: Книжное издательство, 1991.
- Анатолий Гребнев Храм: стихи. — Предисловие Вл. Крупина. — М.: Международный фонд славянской письменности и славянских культур: Советский писатель, 1991.
- Анатолий Гребнев Колокольчика вятского эхо: стихи и поэмы. — Киров: Книжное издательство, 1995.
- Анатолий Гребнев Родины свет: стихи и поэма. — Вятка: Книжное издательство, 2001. — 222 стр.; ISBN 5-88186-335-6
- Анатолий Гребнев Берег Родины: стихи и поэма. — Пермь: Книжное издательство, 2003.
- Анатолий Гребнев Последней войны соловьи: стихи и поэмы. — Киров: Книжное издательство, 2004.
- Анатолий Гребнев Берег родины: стихотворения. — М.: Вече; СПб.: Маматов, 2008. — 350 с.: ил., портр.;  (Библиотека российской поэзии); ISBN 978-5-9533-3728-1 (Изд. дом "Вече")
- Анатолий Гребнев Любовью воздам за любовь: книга стихов. — Киров : О-Краткое, 2011. — 399 с.: портр. (Антология вятской литературы; Т. 14).; ISBN 978-5-91402-076-4 (в пер.)
- Анатолий Гребнев Сильнее и жизни, и смерти: избранные стихотворения, поэмы, статьи. — Пермь: Пермский писатель, 2017. — 375 с.; ил., портр. — 200 экз. (Антология пермской литературы (АПЛ); т. 20); ISBN 978-5-9500749-3-6

## Цитата
Поэт глубочайшей искренности, он будто стихами и говорил. А как поэзию чувствовал! Прочитал книгу молодой поэтессы, кем-то подаренную, позвонил, говорит: "Напишу рекомендацию…" И написал, а потом на пишущей машинке отпечатанную (сам и напечатал!) прислал…
— Николай Пересторонин

## Премии и награды
- Лауреат премии им. А. Гайдара (1980).
- Лауреат премий Прикамья за книги «Колокольчика вятского эхо» (1996) и «Родины свет» (2002).
- Лауреат премии журналистов «Москва» (2004).
- Лауреат премии «Имперская культура» имени поэта Э. Володина за книгу «Берег родины» (2004).
- Лауреат премии А. Решетова (2007).
- Лауреат премии имени Николая Заболоцкого (2008)[12].
- Орден Достоевского I степени (общественная награда Пермского края)[13].
- Дипломант и лауреат областных литературных конкурсов.

## Память
- Решением Котельничской районной Думы от 25 февраля 2022 года в целях увековечивания памяти деятеля культуры, поэта, уроженца села Чистополье, Почётного гражданина Котельничского района Анатолия Григорьевича Гребнева муниципальному казённому учреждению культуры "Котельническая районная центральная библиотека" присвоено имя А. Г. Гребнева.